# Kanton Dreux-Sud
Kanton Dreux-Sud (francouzsky Canton de Dreux-Sud) je francouzský kanton v departementu Eure-et-Loir v regionu Centre-Val de Loire. Tvoří ho šest obcí.

## Obce kantonu
- Aunay-sous-Crécy
- Dreux (jižní část)
- Garnay
- Marville-Moutiers-Brûlé
- Tréon
- Vernouillet